# 杰里米·斯托普尔曼
杰里米·斯托普尔曼（英語：Jeremy Stoppelman，1977年11月10日—）是一位美国犹太裔企业家。Yelp首席执行官。

## 生平
1977年出生在美国弗吉尼亚州，母亲是一位英语老师，父亲是一位安全律师。1999年毕业于伊利诺伊大学厄巴纳-香槟分校，毕业后在@Home Network工作，四个月之后接受X.com的邀请，也即是PayPal，是PayPal黑手党之一。2003年在Paypal被亚马逊收购之际离职，进入哈佛商学院学习一年。
2004年和罗素·西蒙斯共同成立Yelp并担任首席执行官。在其带领下，Yelp的市值达到40亿美元，网页浏览量达到1.38亿人次。2010年史蒂夫·乔布斯劝说他们放弃谷歌的收购邀请，2012年3月，在纽约证券交易所敲响Yelp上市钟。